# Масленников, Иван Иванович
Ива́н Ива́нович Ма́сленников (3 [16] сентября 1900, станция Чалыкла, Самарская губерния — 16 апреля 1954, Москва) — советский военачальник, генерал армии (1944). Герой Советского Союза (8 сентября 1945).
Депутат Верховного Совета СССР 1-го и 2-го созывов. Кандидат в члены ЦК КПСС с 1939 по 1954 годы.

## Биография
Иван Иванович Масленников родился 3 (16) сентября 1900 год на станции Чалыкла (ныне — Озинского района Саратовской области).
Сын путевого обходчика на железной дороге. Окончил двуклассное министерское железнодорожное училище и железнодорожную телеграфную школу. С 1915 по 1917 годы работал телеграфистом станции Чебышево Урало-Илецкой железной дороги, а в 1917 году — телеграфистом станции Уральск, а затем станции Красный Кут Рязано-Уральской железной дороги.

### Гражданская война
В 1917 году вступил в ряды Красной гвардии и был назначен на должность командира Краснокутского красногвардейского отряда, а затем — на должность начальника команды связи красногвардейского отряда, действовавшего в районах Астрахани и Красного Кута. Во время Февральской революции участвовал в разоружении жандармов на Урало-Илецкой железной дороге. После возвращения отряда по заданию Краснокутского ревкома Масленников сформировал новый красногвардейский отряд.
С марта 1918 года служил в рядах РККА. В марте 1918 года был назначен на должность начальника команды связи 1-й Украинской стрелковой дивизии, в марте 1919 года — на должность начальника связи 199-го стрелкового полка, в июне 1919 года — на должность начальника команды конных разведчиков, а затем — на должность командира конной сотни 199-го стрелкового полка, в марте 1920 года — на должность командира конной группы, а затем — на должность помощника командира 67-го стрелкового полка, а в июне 1920 года — на должность командира 126-го кавалерийского полка. Находясь на этих должностях, воевал против армий под командованием Деникина и Врангеля.

### Межвоенное время
С августа 1920 года И. И. Масленников временно исполнял должность командира бригады 12-й кавалерийской дивизии, а затем командовал 3-й кавалерийской бригадой. В 1922 году был назначен на должность помощника командира эскадрона 79-го кавалерийского полка, затем — на должность командира эскадрона 79-го кавалерийского полка, а вскоре — на должность командира Отдельного кавалерийского эскадрона.
В августе 1924 года вступил в ряды РКП(б). С 1925 года проходил обучение на среднем курсе Новочеркасских кавалерийских курсов усовершенствования командного состава РККА, по окончании которого в 1926 году был назначен на должность командира и военного комиссара Отдельного кавалерийского эскадрона 37-й стрелковой дивизии.
В 1928 году Масленников был назначен на должность начальника манёвренных групп 47-го и 48-го пограничных отрядов ОГПУ, в 1929 году — на должность инструктора строевой подготовки 48-го пограничного отряда ОГПУ, а в 1930 году — на должность помощника начальника 48-го пограничного отряда ОГПУ по строевой части.
В 1931 году был направлен на учёбу на старший курс Новочеркасских кавалерийских курсов усовершенствования командного состава РККА, по окончании которого в 1932 году был назначен на должность командира и военного комиссара 11-го Хорезмского кавалерийского полка ОГПУ-НКВД. Одновременно с этим проходил обучение в Среднеазиатском коммунистическом университете имени В. И. Ленина, который окончил в 1934 году, а также заочно в Военной академии имени М. В. Фрунзе, которую окончил в 1935 году. Принимал участие в подавлении басмачества в Средней Азии. Части под командованием Масленникова уничтожили отряды Утан-бека в 1929 году, Ибрагим-бека в 1931 году, Ахмет-бека и Дурды-Мурта в 1933 году.
27 января 1936 года был назначен на должность помощника начальника отдела боевой подготовки управления пограничной и внутренней охраны НКВД ЗСФСР, в январе 1937 года — на должность начальника отдела боевой подготовки управления пограничной и внутренней охраны НКВД АзССР, 11 сентября 1937 года — на должность заместителя начальника управления пограничной и внутренней охраны НКВД АзССР, 20 декабря 1937 года — на должность начальника управления пограничной и внутренней охраны НКВД БССР, в 1938 году — на должность начальника пограничных войск НКВД БССР, 21 января 1939 года — на должность первого заместителя наркома внутренних дел БССР, а 28 февраля 1939 года — на должность заместителя народного комиссара внутренних дел СССР по пограничным и внутренним войскам. На этой должности находился до 3 июля 1943 года.

### Великая Отечественная война
В июне 1941 года был назначен на должность командира оперативной группы Западного фронта, в июле 1941 года — на должность командующего 29-й армией, а в декабре 1941 — на должность командующего 39-й армией. В ходе Ржевско-Вяземской операции 39-я армия под командованием Масленникова прорвала оборону противника и, развивая наступление на Сычёвку, обеспечила ввод в прорыв 11-го кавалерийского корпуса. К июлю 1942 года 39-я армия занимала важный плацдарм, глубоко вклинивающийся в немецкую оборону в районе Холм-Жирковского. В ходе операции «Зейдлиц» армия была окружена и почти полностью погибла. Масленников получил ранение и был вывезен из окружения самолётом.
8 августа 1942 года Масленников был назначен на должность командующего Северной группой войск Закавказского фронта, 24 января 1943 года — на должность командующего Северо-Кавказским фронтом, в мае 1943 года — на должность заместителя командующего Волховским фронтом, в августе 1943 года — на должность заместителя командующего Юго-Западным фронтом, а в октябре 1943 года — на должность заместителя командующего 3-м Украинским фронтом. Участвовал в проведении Моздок-Малгобекской и Нальчикско-Орджоникидзевской оборонительных операций, в результате которых была сорвана попытка прорыва немецких войск в Закавказье и к нефтяным районам Грозного и Баку.
В декабре 1943 года генерал-полковник Масленников командовал 8-й гвардейской армией (3-й Украинский фронт), а с декабря 1943 — 42-й армией (Ленинградский фронт). 42-я армия под командованием Масленникова отличилась в ходе Ленинградско-Новгородской операции, в ходе которой наряду с 2-й ударной армией прорвала оборону противника южнее Пулковских высот, завершила окружение и уничтожение красносельско-ропшинской группировки противника.
В марте 1944 года Масленников был назначен на должность заместителя командующего Ленинградским фронтом, а с 21 апреля по 16 октября 1944 года командовал 3-м Прибалтийским фронтом. Войска фронта под его командованием успешно участвовали в Псковско-Островской, Тартуской и Рижской операциях, освобождая Прибалтику от немецких захватчиков.
В августе 1945 года был назначен на должность заместителя Главнокомандующего советских войск на Дальнем Востоке.
Вместе с маршалом А. М. Василевским принимал непосредственное участие в разработке плана операции по разгрому Японии и внёс ряд ценных предложений в план разгрома Квантунской армии. Во время боевых действий находился на решающих направлениях, оказывая помощь командованию фронтов и армий.
Указом Президиума Верховного Совета СССР от 8 сентября 1945 года за личное мужество и умелое руководство фронтами в период разгрома японской Квантунской армии генералу армии Масленникову присвоено звание Героя Советского Союза с вручением ордена Ленина и медали «Золотая Звезда» (№ 7768).

### Послевоенная карьера
В октябре 1945 года Масленников был назначен на должность командующего Бакинским военным округом, а в мае 1946 года — на должность командующего Закавказским военным округом.
С 1947 по 1948 годы проходил обучение на Высших академических курсах при Военной академии Генерального штаба.
10 июня 1948 года был назначен на должность заместителя министра внутренних дел СССР по войскам и одновременно с 5 января 1952 года был назначен на должность члена коллегии МВД СССР. 12 марта 1953 года был назначен на должность заместителя министра внутренних дел СССР.

#### Глава комиссии МВД по переговорам с бастующими заключёнными Воркуты
С 29 июля по 1 августа 1953 года участвовал в переговорах, а затем в подавлении Воркутинского восстания.
Как вспоминал бывший заключённый А. А. Угримов, во время переговоров во 2-м лаг. отделении Речлага:

Кто-то крикнул из рядов рядом с нами:
 — Генерал! Вы нас бросили там в болотах в 41-м году, безоружных! Вы-то уцелели, а нам по двадцать пять дали!
Надо отдать справедливость генералу — заключает Угримов — он всё выслушал спокойно…
В результате подавления в посёлке Юршор было убито не менее 53 человек.

## Смерть
16 апреля 1954 года Масленников покончил жизнь самоубийством. По мнению П. А. Судоплатова, «…Масленников застрелился в своём кабинете. Позднее мне стало известно, что его допрашивали о якобы имевшихся у Берии планах ввести в Москву войска МВД, находившиеся под его командованием, и арестовать всё правительство». Судоплатов считает, что подобного плана не существовало, но Масленников предпочёл самоубийство вероятному аресту.
Похоронен на Ваганьковском кладбище (участок 20).

## Отзывы современников
Г. К. Жуков: «… Будучи командующим армией, а затем командующим фронтом, Иван Иванович со знанием дела руководил вверенными ему войсками. Даже находясь в труднейших условиях (как это было на Калининском фронте), он умел найти благоприятный выход из создавшегося положения».

## Киновоплощения
- Герберт Дмитриев в фильме «Государственная граница. Год сорок первый».

## Награды
- Герой Советского Союза (8 сентября 1945)
- Орден Ленина (26 апреля 1940)
- Орден Ленина (13 декабря 1942)
- Орден Ленина (21 февраля 1945)
- Орден Ленина (8 сентября 1945)
- Орден Красного Знамени (14 июня 1936)
- Орден Красного Знамени (12 января 1942)
- Орден Красного Знамени (3 ноября 1944)
- Орден Красного Знамени (6 ноября 1947)
- Орден Суворова I степени (28 января 1943)
- Орден Кутузова I степени (21 февраля 1944) — за умелое и мужественное руководство боевыми операциями и за достигнутые в результате этих операций успехи в боях с немецко-фашистскими захватчиками
- Орден Кутузова I степени (29 июня 1944)
- Орден Красной Звезды (12 февраля 1941)
- Юбилейная медаль «XX лет Рабоче-Крестьянской Красной Армии» (22 февраля 1938)
- Медаль «За оборону Ленинграда»
- Медаль «За оборону Кавказа»
- Медаль «За победу над Германией в Великой Отечественной войне 1941—1945 гг.»
- Медаль «За победу над Японией»
- Медаль «30 лет Советской Армии и Флота» (1948)

Иностранные награды:
- Орден Красного Знамени (МНР; 1945)
- Медаль «За Победу над Японией» (МНР)

## Воинские звания
- Полковник (20.07.1936);
- комбриг (03.12.1937)[8];
- комдив (09.03.1939)[9];
- комкор (14.03.1940)[10];
- генерал-лейтенант (04.06.1940)[11];
- генерал-полковник (30.01.1943)[12];
- генерал армии (28.07.1944)[13].

## Память
- В 1981 году в городе Орджоникидзе (ныне Владикавказ) бывшая улица Красивая была переименована в улицу Генерала Масленникова[14].